# Malik Couturier
Malik Couturier (Jonzac, Francia, 21 de enero de 1982), futbolista francés. Juega de defensa y se encuentra sin equipo. Su último club fue el Stade Lavallois Mayenne Football Club de la Ligue 2 de Francia, donde jugó hasta 2017. 

## Trayectoria
Formado en el club de Niort, Malik jugó desde 2002 hasta 2008 en su primer club antes de unirse a los Angers SCO para la temporada 2008-2009, junto con su compañero de equipo Jean-François Rivière.
Con un buen físico (1,84 m, 75 kg), Malik se convierte en un jugador clave en el equipo de Anjou (el segundo jugador más utilizado después del portero Jean-Daniel Padovani).

## Clubes
| Club                                  | País    | Año       |
| ------------------------------------- | ------- | --------- |
| Chamois Niortais FC                   | Francia | 2002-2008 |
| Angers SCO                            | Francia | 2008-2014 |
| Stade Lavallois Mayenne Football Club | Francia | 2014-2017 |